# Проб (конзул 525. године)
Флавије Проб (око 495. – после 525.) је био римски сенатор .

## Биографија
Био је конзул Остроготске краљевине 525. године. Оженио се Пробом, ћерком Олибрија (конзул 491) и његове жене Ирине, ћерка Павла (конзула 496) и нећака цара Анастасија I Дикора . Он и Проба су имали најмање једну ћерку Јулијану, која се удала за Анастасија, сина Анастасија (конзула 517) . Њена деца су Плацидија, жена Јована Мистакона, и Ареобинд, отац Анастасије Ареобинде и таст Петров (куропалат) .